# نوید محمودی
نوید محمودی (زادهٔ ۲ مهر ۱۳۵۹) کارگردان، تهیه‌کننده، نویسنده و شاعر اهل افغانستان است. او در بیش از ۱۰۱ جشنوارهٔ بین‌المللی فیلم حضور داشته‌است که دو مرتبه با سه فیلم سینمایی به عنوان نماینده سینمای افغانستان برای دریافت اسکار بهترین فیلم غیرانگلیسی زبان به آکادمی اسکار معرفی شده‌است. از نمونه آثار او می‌توان به رفتن، هفت و نیم، مردن در آب مطهر، چند متر مکعب عشق، شکستن همزمان بیست استخوان و رونا جان اشاره کرد. او برادر جمشید محمودی، نویسنده و کارگردان اهل افغانستان است.

## فیلم‌شناسی

### سینما
| سال  | عنوان                     | کارگردان | نویسنده | تهیه‌کننده |
| ---- | ------------------------- | -------- | ------- | --------- |
| ۱۴۰۰ | آخرین تولد                | آری      | آری     | نه        |
| ۱۳۹۸ | مردن در آب مطهر           | آری      | آری     | نه        |
| ۱۳۹۷ | هفت و نیم                 | آری      | آری     | نه        |
| ۱۳۹۶ | شکستن همزمان بیست استخوان | نه       | نه      | آری       |
| ۱۳۹۵ | رفتن                      | آری      | نه      | نه        |
| ۱۳۹۲ | چند متر مکعب عشق          | نه       | نه      | آری       |

### تلویزیون
| سال  | عنوان       | کارگردان | نویسنده | تهیه‌کننده |
| ---- | ----------- | -------- | ------- | --------- |
| ۱۴۰۰ | همبازی      | نه       | نه      | آری       |
| ۱۳۹۷ | دل‌دار       | آری      | نه      | آری       |
| ۱۳۹۶ | سایه بان    | آری      | آری     | آری       |
| ۱۳۸۰ | ستاره باران | آری      | نه      | نه        |

### نمایش خانگی
| سال  | عنوان    | کارگردان | نویسنده | تهیه‌کننده |
| ---- | -------- | -------- | ------- | --------- |
| ۱۴۰۱ | پوست شیر | نه       | نه      | آری       |

## جوایز و افتخارات
- سه حضور در اسکار به‌عنوان نمایندهٔ سینمای افغانستان برای بهترین فیلم غیرانگلیسی زبان برای آثار چند متر مکعب عشق، رفتن، شکستن همزمان بیست استخوان.
- سیمرغ بلورین بهترین فیلم در سی و دومین جشنواره بین‌المللی فیلم فجر، در بخش نگاه نو برای فیلم چند متر مکعب عشق.
- تندیس بهترین فیلم خانه سینما برای فیلم چند متر مکعب عشق.
- تندیس بهترین فیلم جشنواره فیلم ریل ورد کانادا برای فیلم چند متر مکعب عشق.
- تندیس جشنواره فیلم رباط مراکش برای فیلم چند متر مکعب عشق.
- تندیس جشنواره فیلم جیپور هند برای فیلم چند متر مکعب عشق.
- تندیس جشنواره فیلم داکا بنگلادش برای فیلم چند متر مکعب عشق.
- تندیس جشنواره فیلم دیدار تاجیکستان برای فیلم چند متر مکعب عشق.
- جایزه ویژه کارگردانی جشنواره فیلم بوسان برای فیلم رفتن.
- تندیس بهترین فیلم جشنواره فیلم تریپولی لبنان برای فیلم رفتن.
- تندیس غزال طلایی بهترین فیلم جشنواره پارسی استرالیا برای فیلم رفتن.
- تندیس بهترین فیلم از جشنواره فیلم‌های ایرانی استکهلم برای فیلم رفتن.
- تندیس بهترین فیلم جشنواره یاس برای فیلم چهار حرفی

### جوایز بین‌المللی فیلم چند متر مکعب عشق
Winner of: *GOLDEN CAMEL* For Best Director at the 7th Jaipur IFF, India
Winner of: *BEST Cinematography Award* for Morteza Ghafouri at the 7th Jaipur IFF, India
Winner of: *Best Outstanding Debut Feature* at the 15th ReelWorld IFF, Toronto, Canada
Winner of: *Best Outstanding International Feature* at the 15th ReelWorld IFF, Toronto, Canada
Winner of: *Best Film* at the 14th Dhaka International Film Festival (DIFF), Bangaldesh
Winner of: *Best Film* Grand Prix Hassan II
Winner of: *Best Performance by an
Actress: Hassiba Ebrahimi
Winner of: *Best Performance by an Actor: Saed soheili
at the 21ème Festival International du Cinéma d’Auteur de Rabat, Maroc

### جوایز بین‌المللی فیلم
Winner of: *Special Jury Prize* at the 21st Busan International Film Festival, South Korea, 2016
Winner of: *Best performance by an Actress *Fereshteh Hosseini* at the 16ème Festival International du Film de Marrakech, 2016
Winner of: *Best Feature Film* at Tripoli Film Festival, Lebanon, 2017
Winner of: *Best Film* at the 6th Persian International Film Festival, Sydney, Australia, 2017
Winner of: *Best Feature Film* at the 9th Afghan International Film Festival, Stockholm, Sweden, 2017
Winner of: *Jury’s Special Prize* at the 19th World Festival of Youth and Students in Sochi, Russia, 2017

### مجموعه شعر
- سنگ‌ریزه (۱۳۸۳)
- تا حالا به‌خاطر دلت سرتو به دیوار زدی (۱۳۸۶)
- شهریور مردودی (۱۳۸۷)
- برای پرنده چه فرقی می‌کند (۱۳۹۱)
- من تو خیابان (۱۳۹۳)
- در من باران می‌بارد (۱۳۹۳)
- من سه‌شنبه آخر ماه مردم (۱۳۹۳)

### مجموعه داستان
- قصه (۱۳۹۰)